# Architis neblina
Espèce
Architis neblina est une espèce d'araignées aranéomorphes de la famille des Pisauridae.

## Distribution
Cette espèce est endémique de l'État d'Amazonas au Brésil,. Elle se rencontre dans le parc national du Pico da Neblina.

## Description
La femelle holotype mesure 4,3 mm.

## Étymologie
Son nom d'espèce lui a été donné en référence au lieu de sa découverte, le parc national du Pico da Neblina.

## Publication originale
- Santos & Nogueira, 2008 : Three new species, new records and notes on the nursery-web spider genus Architis in Brazil (Araneae: Pisauridae). Zootaxa, no 1815, p. 51–61.